# Busō Shinki (serie animata)
Busō Shinki (武装神姫?) è una serie televisiva anime ispirata alla linea di action figure Busō Shinki prodotta dalla 8-Bit. La serie composta da tredici episodi è andata in onda a partire dal 4 ottobre 2012. La regia è curata da Yasuhito Kikuchi, mentre il character design è opera di Ryouma Ebata e Takahiro Kishida.
La serie televisiva è stata preceduta dalla trasmissione di una serie anime ONA in Internet, avvenuta da settembre 2011 a gennaio 2012. Tale serie, intitolata Busō Shinki Moon Angel (武装神姫 ムーンエンジェル?, Busōshinki Mūn'enjeru), è stata prodotta da Kinema Citrus ed è composta da 10 episodi da 5 minuti ciascuno.
Il 26 giugno 2013 è stato pubblicato un DVD contenente un episodio originale collegato alla serie televisiva.

## Personaggi
Arnval "Ann"
Doppiata da: Kana Asumi
Altines "Aines"
Doppiata da: Kaori Mizuhashi
Altlene "Lene"
Doppiata da: Megumi Nakajima
Strarf "Hina"
Doppiata da: Minori Chihara
Rihito
Doppiato da: Takahiro Mizushima

## Busō Shinki Moon Angel(2011-2012)
La serie anime ONA è stata prodotta da Kinema Citrus ed è basata sulla linea di figure coincidente con il gioco Mk. 2. La serie è composta da 10 episodi scaricabili inizialmente dal 7 settembre 2011 prima di essere pubblicati in Blu-ray e DVD il 15 marzo 2012. La prima sigla di apertura è Labyrinth (ラビリンス?, Rabirinsu) di MIQ, la seconda è Catalysis of the Mind (孤高のカタルシス?, Kokou no Katarushisu) di Nana Mitani, mentre la sigla di chiusura è Kayowaki Juujika no Ai (か弱き十字架の愛?) di Kei.

## Busō Shinki(2012)
La serie televisiva fu prodotta da 8Bit e fu trasmessa su TBS in Giappone dal 4 ottobre al 20 dicembre 2012. La serie è stata licenziata nel Nord America da Sentai Filmworks ed è stata trasmessa in streaming in simulcasting su The Anime Network.

### Colonna sonora
Tema di apertura
- Install x Dream, testi di Asuza, musica ed arrangiamento di Tetsuro Oda, cantata da Kana Asumi, Chihara Minori, Kaori Mizuhashi e Megumi Nakajima

Tema di chiusura
- Taiyō no Sign (太陽のサイン?), testi, musica ed arrangiamento di Asuza, cantata da Asuza,

### Episodi
| Nº | Giapponese 「Kanji」 - Rōmaji                                                                  | In onda          | In onda |
| Nº | Giapponese 「Kanji」 - Rōmaji                                                                  | Giapponese       |         |
| 1  | 「大切なもの見つけました。」 - Taisetsuna mono mitsuke mashita                                 | 4 ottobre 2012   |         |
| 2  | 「隠し味は硝煙の香り」 - Kakushimi ha shōen no kaori                                           | 11 ottobre 2012  |         |
| 3  | 「激突！バトルトライク」 - Gekitotsu! Batoru toraiku                                           | 18 ottobre 2012  |         |
| 4  | 「レースだョ！公園一周」 - Rēsu da yo! Kōen isshū                                              | 25 ottobre 2012  |         |
| 5  | 「渚の水着アーマー」 - Nagisa no mizugi āmā                                                    | 1º novembre 2012 |         |
| 6  | 「アテンションプリーズ！ 当機は地獄へ参ります」 - Atenshon purīzu! Tōki ha jigoku he mairimasu | 8 novembre 2012  |         |
| 7  | 「訪問者は雨音と共に…」 - Hōmonsha ha ameon totomoni...                                        | 15 novembre 2012 |         |
| 8  | 「ある日どこかで」 - Aru hi dokokade                                                           | 22 novembre 2012 |         |
| 9  | 「レーネの地下帝国ウォーズ」 - Rēne no chika teikoku wōzu                                      | 29 novembre 2012 |         |
| 10 | 「クリスマスソングを君に」 - Kurisumasu songu o kimi ni                                        | 6 dicembre 2012  |         |
| 11 | 「今夜決定！最強神姫は誰だ！？」 - Konya kettei! Saikyō shinki wa dareda!?                     | 13 dicembre 2012 |         |
| 12 | 「さよならは言わないで」 - Sayonara wa iwanaide                                                | 20 dicembre 2012 |         |